# アンダーステア

運転者の想定する緑の破線に対し、赤い破線はアンダーステア傾向によるコースアウトを示す。

アンダーステア(understeer)またはアンダーステア傾向とは、通常レベルの直進安定性を持った自動車が、定常円旋回で一定の舵角のまま駆動力（速度）を上げていった際、前輪の接地摩擦力が向心力より駆動力に多く使われ、車両が円の外側へ向く挙動を示すシャーシ特性を指す。または、一定の旋回を続けるのにハンドルを切る事が必要な状態などをさす。 
モータースポーツではプッシュ、タイトとも呼ばれ、コーナリング時にマシンが曲がって行かない分、ステアリング操作量が増加するためにフロントタイヤの負担が増えてタイヤライフが短くなる要因となる。
アンダーステア傾向は、旋回時にオーバースピードであることを運転者に分からせるためには効果的であり、かつ、速度を落とし舵を切り足すなど、運転者の対処も容易となるため、一般向けの自動車設計では、弱アンダーステア傾向の特性を与えることが一般化している。

## 参考リンク
- アンダーステア、オーバーステアとはどういうことですか？ - クルマなんでも質問箱《JAF公式サイト内》